# Also sprach Zarathustra (Richard Strauss)
Also sprach Zarathustra är en tondikt, opus 30, komponerad 1896 av Richard Strauss. Tondikten bygger på Friedrich Nietzsches litterära verk Så talade Zarathustra.
Musiken har bland annat använts till filmen 2001 – Ett rymdäventyr regisserad av Stanley Kubrick, samt som inledning vid Elvis Presleys konserter.

## Uppbyggnad
Verket är indelat i nio sektioner, namngivna efter utvalda kapitel Nietzsches bok.
1. Einleitung, oder Sonnenaufgang (Inledning, eller soluppgång)
2. Von den Hinterweltlern (Av bakvärldsmännen)
3. Von der großen Sehnsucht (Av det stora längtandet)
4. Von den Freuden und Leidenschaften (Av glädje och passioner)
5. Das Grablied (Gravvisan)
6. Von der Wissenschaft (Av vetenskapen)
7. Der Genesende (Konvalescenten)
8. Das Tanzlied (Dansvisan)
9. Nachtwandlerlied (Nattvandrarvisa)

I Nietzsches bok beskriver de nio kapitlen delar av karaktären Zarathustras filosofiska resa. Strauss lät handlingen och idéerna i dessa kapitel inspirera till musikens sektioner.